# 聖伊格納西奧 (弗朗西斯科-莫拉桑省)
聖伊格納西奧（西班牙語：San Ignacio），是洪都拉斯的城鎮，位於該國中部，由弗朗西斯科-莫拉桑省負責管轄，始建於1920年，面積333.21平方公里，海拔高度690米，2001年人口7,114，人口密度每平方公里21.35人。
14°40′N 87°02′W / 14.667°N 87.033°W